# كوري بورتن
كوري بورتن (بالإنجليزية: Corey Burton)‏ هو ممثل أمريكي، ولد في 3 أغسطس 1955 في الولايات المتحدة. من الجوائز التي نالها جائزة آني.

## أعمال

### أفلام
- (1992) علاء الدين[6][7][8]
- (1996) أحدب نوتردام[9][10][11]
- (1997) هرقل
- (1998) مولان[12][13][14][15]
- (1999) دودلي إفعل الصح
- (2001)  الإمبراطورية المفقودة[16][17]
- (2001)  ويتحقق الحلم
- (2002) 101 مرقش 2
- (2002) عودة إلى أرض الأحلام[18][19][20]
- (2002) كوكب الكنز[21][22][23]
- (2003) عودة أطلنطس
- (2007)  العودة في الزمن
- (2009) الأميرة والضفدع[24][25][26][27][28]
- (2009) سوبرمان/باتمان: أعداء الجميع
- (2013) ماشيتي يقتل
- (2017) كراش بانديكوت إن. ساين تريلوجي[29]

### مسلسلات
- عائلة ساترديز

## جوائز
- جائزة آني

## وصلات خارجية
- كوري بورتن على موقع IMDb (الإنجليزية)
- كوري بورتن على موقع ميتاكريتيك (الإنجليزية)
- كوري بورتن على موقع روتن توميتوز (الإنجليزية)
- كوري بورتن على موقع قاعدة بيانات الأفلام العربية
- كوري بورتن على موقع ألو سيني (الفرنسية)
- كوري بورتن على موقع ميوزك برينز (الإنجليزية)
- كوري بورتن على موقع أول موفي (الإنجليزية)
- كوري بورتن على موقع قاعدة بيانات الأفلام السويدية (السويدية)
- كوري بورتن على موقع ديسكوغز (الإنجليزية)
- كوري بورتن على موقع قاعدة بيانات الفيلم (الإنجليزية)